# Geschiedenis van de Joden in Letland

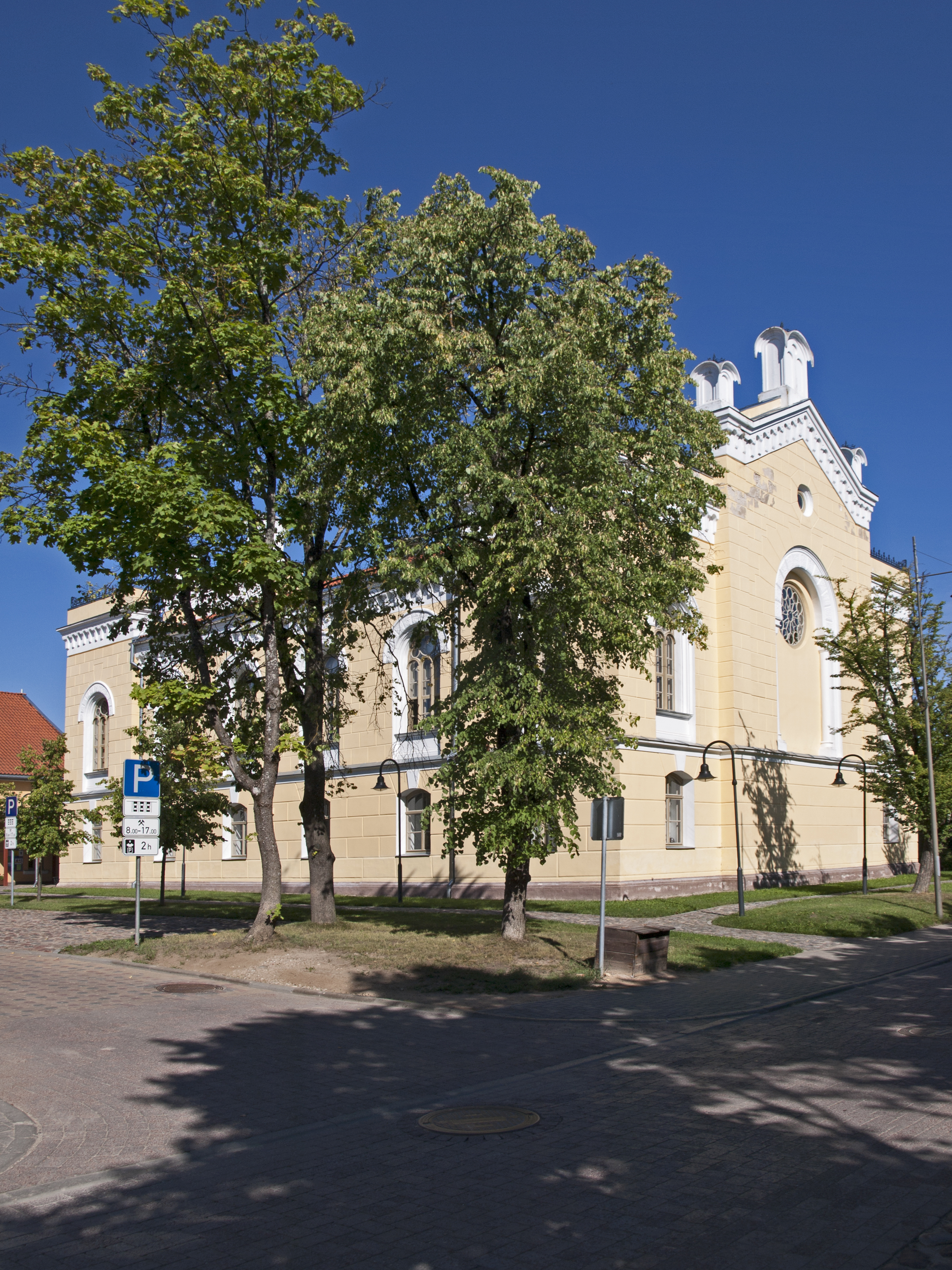
Een oude synagoge in Kuldīga

De geschiedenis van de Joden in Letland begon in 1571 met het stichten van een joodse kolonie in de stad Piltene in het district Ventspils. De Joodse gemeenschap speelde een belangrijke rol in het economische leven van Letland, vooral na de toestroom van Joden uit Pruisen.
De Tweede Wereldoorlog maakte een einde aan de significante joodse gemeenschap. In de Holocaust werd ongeveer 90% van de Letse Joden gedood: minder dan 25.000 Joden (van de 250.000 Joden) overleefden de oorlog.
De Joodse gemeenschap van vandaag vindt haar oorsprong in overlevenden van de Holocaust, Joden die naar het oosten vluchtten om aan de nazi-invasie te ontsnappen en later terugkeerden, maar vooral Joden die tijdens de Sovjetperiode vanuit verschillende Sovjetrepublieken naar de Letse Socialistische Sovjetrepubliek kwamen. De Joodse gemeenschap in Letland is klein (ongeveer 0,1% van de bevolking), maar actief.

## Republiek Letland (tot 1940)
Vóór de Eerste Wereldoorlog waren er ongeveer 190.000 Joden in het grondgebied van Letland (7,4% van de totale bevolking). Tijdens de oorlogsjaren werden velen van hen naar het binnenland van Rusland verdreven, terwijl anderen uit het oorlogsgebied ontsnapten. In 1920 woonden er 79.644 Joden in Letland (±5% van de bevolking). Na de ondertekening van het vredesverdrag tussen de Letse Republiek en de Sovjet-Unie op 11 augustus 1920 begonnen de repatriërs uit Rusland terug te keren; hiertoe behoorden een aanzienlijk aantal joodse vluchtelingen. In die tijd leefden er alleen al in Riga 40.000 joden. Tegen 1925 was de joodse bevolking gestegen tot 95.675, het grootste aantal Joden in de periode van het bestaan van Letland als onafhankelijke staat. Na dat jaar nam het aantal Joden geleidelijk af en in 1935 was het afgenomen tot 93.479 (4,8% van de bevolking). De oorzaken van deze afname waren emigratie van de jongere generatie en een afname van de natuurlijke bevolkingsgroei door de dalende vruchtbaarheidscijfers. Tussen 1925 en 1935 verlieten meer dan 6000 Joden Letland (de overgrote meerderheid van hen voor Palestina, wat uiteindelijk de staat Israël zou worden verklaard), terwijl de natuurlijke de toename heeft deze afwijkingen slechts gedeeltelijk vervangen. De grootste Joodse gemeenschappen in 1935 waren in Riga met 43.672 Joden (11,3% van het inwonersaantal), Daugavpils met 11.106 (25%) en Liepāja met 7.379 (13%). 

## Tweede Wereldoorlog

#### Sovjet-Unie
Op 16 juni 1940 viel de Sovjet-Unie Letland binnen. De Sovjets begonnen in de nacht van 13 op 14 juni 1941 de eerste massale deportatie van in de Baltische staten, waarbij duizenden Letse Joden samen met andere Letten werden gedeporteerd. Naar verhouding werden Letse Joden het vaakst gedeporteerd. Er zijn gegevens bewaard van de deportaties van 1.212 Joods-Letse staatsburgers (12,5% van degenen die naar de verre uithoeken van de USSR zijn gedeporteerd), maar het werkelijke aantal gedeporteerde Joden was zeker groter, minimaal 5.000 tot 6.000 mensen tijdens de eerste Sovjetbezetting. De deportaties van Joodse burgerleiders en rabbijnen, parlementsleden en de beroeps- en koopliedenklasse, die slechts een week voordat nazi-Duitsland de Baltische staten binnenviel plaatsvond, zorgden ervoor dat de Joodse gemeenschap niet goed voorbereid was om zich te organiseren voor de Duitse invasie en de daaropvolgende Holocaust.

#### Nazi-Duitsland

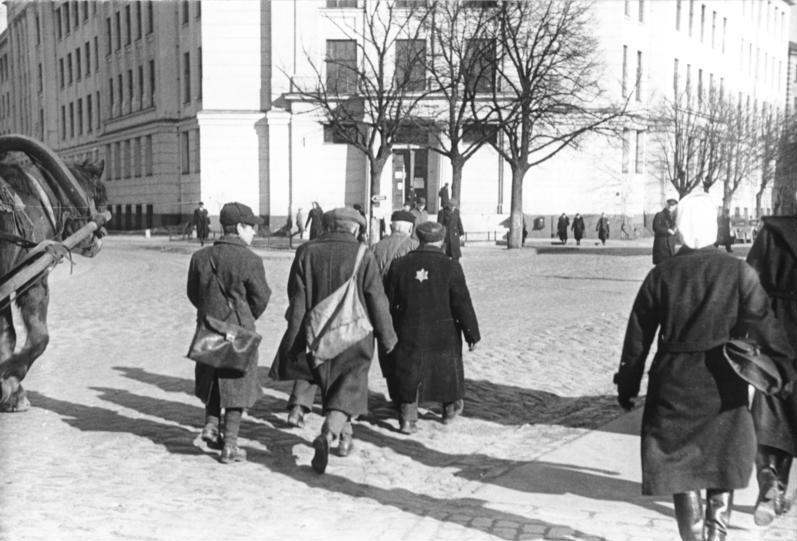
Joden in Riga mogen het voetgangerspad niet gebruiken, maar moeten verplicht op de autoweg lopen

Letland werd tijdens de eerste weken van de Duits-Sovjetoorlog in juli 1941 door de Duitsers bezet. Het werd onderdeel van het nieuwe Reichskommissariat Ostland, officieel aangeduid als "Generalbezirk Lettland". Otto-Heinrich Drechsler werd benoemd tot commissaris-generaal en Hinrich Lohse tot de Reichskommissar voor Ostland. Eind juli 1941 vervingen de Duitsers het leger door een civiel bestuur. Een van de eerste discriminatoire handelingen was de afkondiging van een reeks aan anti-joodse verordeningen. 
Halverwege juni 1941, aan de vooravond van Hitlers aanval op de Sovjet-Unie, werden 14.000 Letse burgers, waaronder enkele duizenden Joden, door de Sovjetautoriteiten naar Siberië en andere delen van Centraal-Azië gedeporteerd omdat zij als politiek ongewenste elementen werden bestempeld. Tijdens de bezetting van Letland door de nazi's slaagde een aanzienlijk aantal Joden er ook in naar het binnenland van de Sovjet-Unie te vluchten; naar schatting 75.000 Letse joden vielen in nazi-handen. Volgens de informatie in SS-rapporten, vooral die van SS-Brigadeführer Stahlecker, de commandant van Einsatzgruppe A, wiens eenheid opereerde aan het Noord-Russische front en in de bezette Baltische republieken, speelden de Einsatzgruppen een leidende rol bij de vernietiging van de Letse joden. 
Niettemin speelde ook de collaborerende Letse Arajs Kommando een belangrijke rol in de gruweldaden die in het getto van Riga waren gepleegd, in samenhang met het bloedbad in Rumbula op 30 november 1941. Een van de beruchtste leden van de groep was Herberts Cukurs. Op aandringen van de Einsatzgruppe voerde de Letse hulppolitie een pogrom uit tegen de joden in Riga. Alle synagogen werden vernietigd en 400 joden werden gedood. Volgens het rapport van Stahlecker bedroeg het aantal Joden dat bij massale executies door Einsatzgruppe A eind oktober 1941 in Riga, Jelgava (Mitau), Liepāja (Libau), Valmiera (Wolmar) en Daugavpils (Dvinsk) gedood werden in totaal zo'n 30.025 personen. Eind december 1941 werden nog eens 35.238 Letse Joden vermoord; slechts 3450 Joden bleven in leven, waarvan 2.500 in de getto van Riga en 950 in het getto van Daugavpils. Eind 1941 en begin 1942 begonnen Joden uit Duitsland, Oostenrijk, Tsjechoslowakije en andere door Duitsland bezette landen te deporteren in Letland. Ongeveer 15.000 "Reichs-Joden" werden in de getto van Riga gevestigd. Veel transporten werden rechtstreeks van het treinstation van Riga naar executielocaties in de bossen Rumbula en Biķernieki bij Riga en elders gebracht. In 1942 werden ongeveer 800 Joden uit het Kaunas-getto (in Litouwen) naar Riga gebracht.
De Duitse bezettingsmacht in Letland hield ook joden in "barakkenkampen", dat wil zeggen in de buurt van hun plaatsen van dwangarbeid. Een aanzienlijk aantal van dergelijke kampen bevond zich in de regio Riga en andere plaatsen. Grotere concentratiekampen waren die in Salaspils en Kaiserwald. Eind 1941 werd het concentratiekamp Salaspils opgericht en werden duizenden Letse en buitenlandse joden gevangen gehouden. De erbarmelijke omstandigheden in dit kamp leidden tot hoge sterftecijfers. Het concentratiekamp Kaiserwald, opgericht in de zomer van 1943, bevatte de Joodse overlevenden uit de getto's van Riga, Daugavpils, Liepāja en andere plaatsen, evenals niet-joden. Eind september 1943 werden ook de joden uit het geliquideerde getto van Vilnius (in Litouwen) naar Kaiserwald gebracht. Toen de Sovjettroepen in de zomer van 1944 naderden, moesten de Duitsers noodgedwongen terugtrekken uit de Baltische staten. De overlevende gevangenen van het concentratiekamp Kaiserwald werden door de Duitsers naar concentratiekamp Stutthof gedeporteerd en van daaruit naar verschillende andere kampen gestuurd en vermoord.

## Letse Socialistische Sovjetrepubliek
Ongeveer 1.000 Letse joden overleefden de concentratiekampen; de meesten van hen weigerden repatriëring en bleven in de vluchtelingenkampen in Duitsland, Oostenrijk en Italië. Samen met andere Holocaust-overlevenden emigreerden ze uit Europa richting Israël, de Verenigde Staten en Australië (land). In Letland zelf waren enkele honderden Joden erin geslaagd te overleven. Enkele dagen na de bevrijding werd in Riga een openbare demonstratie gehouden, waaraan zestig of zeventig van de overlevende joden deelnamen. Geleidelijk kwamen enkele van de joden die hun toevlucht hadden gevonden in de Sovjet-Unie terug. 
Volgens de volkstelling in 1959 in de Sovjet-Unie waren er in de Letse SSR 36.592 Joden (17.096 mannen en 19.496 vrouwen; 1,75% van de Letse bevolking destijds). Geschat wordt dat ongeveer 10.000 van hen autochtonen waren, onder wie joodse vluchtelingen die vanuit het binnenland van Rusland terugkeerden naar hun voormalige woonplaatsen, terwijl de rest afkomstig was uit andere delen van de Sovjet-Unie. Ongeveer 48% van de joden sprak het Jiddisch als hun moedertaal, terwijl de overige Joden voornamelijk Russisch spraken. Lets was de moedertaal van enkele honderden joden. Bijna vijfzesde van de joden leefde in Riga, zo'n 30.267 Joden in totaal. Ondergrondse religieuze en zionistische activiteiten leidden tot meer wantrouwen bij de Sovjetautoriteiten.
De Joodse bevolking van Letland daalde van 28.338 in 1979 tot 22.925 in 1989. Een deel van deze daling was te wijten aan een hoge emigratiegraad naar Israël; de Sovjet-Unie stond elk jaar een beperkt aantal joodse burgers toe om naar Israël te emigreren. Tussen 1968 en 1980 emigreerden 13.153 joden, of 35,8% van de joodse bevolking van Letland, naar Israël of andere westerse landen. Een andere belangrijke factor voor de bevolkingsafname was een hoge mate van assimilatie en huwelijken, gecombineerd met een negatieve geboorteoverschot. In 1988-1989 was het Joodse geboortecijfer 7,0 per duizend inwoners, terwijl het joodse sterftecijfer 18,3 per duizend inwoners was. In 1987 had 39,7% van de kinderen geboren uit joodse moeders niet-joodse vaders. 
In 1989 begon de massale emigratiegolf van de overgebleven 22.925 Letse joden, die destijds ongeveer 0,9% van de bevolking uitmaken. In 1989 stond de Sovjet-Unie onbeperkte emigratie toe, waardoor 1.588 joden uit Letland emigreerden. In 1990 emigreerden nog eens 3.388 Letse joden naar Israël. In 1991 bedroeg het aantal immigranten vanuit Riga naar Israël alleen al 1.087 personen. Datzelfde jaar stortte de Sovjet-Unie in en herwon Letland zijn onafhankelijkheid. De immigratie duurde de hele jaren negentig voort, waardoor de Joodse bevolking drastisch afnam. Volgens het Joods Agentschap emigreerden tussen 1989 en 2000 12.624 joden (en niet-joodse familieleden) uit Letland naar Israël. Sommige Letse joden emigreerden ook naar andere westerse landen. Veel van deze emigranten behielden hun Letse staatsburgerschap.

## Republiek Letland (vanaf 1990)
In het jaar 2000, een decennium na de massale emigratie, bleven ongeveer 9.000 etnische Joden over in Letland. De overgebleven Joden leefden voornamelijk in Riga, waar een Ohr Avner Chabad-school actief is. De Ohel Menachem hebben ook een dagschool, een kleuterschool en een actieve synagoge in het oude stadsgedeelte van Riga. De stad Riga bevat ook een Holocaust-monument op de plaats van het getto. De belangrijkste Joodse begraafplaats ligt aan de oostelijke rand van de stad. Op 4 juli is de herdenkingsdag voor de slachtoffers van de Holocaust. 
Volgens de volkstelling van 2011 leefden er 6.489 etnische Joden in Letland, waarvan een overgrote meerderheid in Riga. Volgens een recentere schatting uit 2018 was het aantal etnische Joden afgenomen tot 4.721 personen. De meeste Joden in Letland spreken het Russisch en het Lets als moedertaal, terwijl kleine groepen het Hebreeuws en Jiddisch beheersen. Ongeveer 16.000 personen (c. 0,8% van de bevolking) voldoen aan de vereisten van de Wet op de Terugkeer, waaronder slechts 4.300 Joden (op basis van zelfidentificatie) en 8.000 Joden (op basis van de traditionele joodse wetgeving).
- 1897 142315
- 1920 79644
- 1925 95765
- 1935 93479
- 1941 250000
- 1959 36592
- 1970 36680
- 1979 28331
- 1989 22897
- 2000 10385
- 2011 6437
- 2018 4721